# Lo harás otra vez
Lo Háras Otra Vez es el primer álbum en español de la banda estadounidense de adoración contemporánea Elevation Worship. El álbum fue lanzado el 18 de agosto de 2017 a través de su propio sello, Elevation Worship.

## Listas de canciones
|                 | Nombre                              | Duración |
| --------------- | ----------------------------------- | -------- |
| 1               | Como En El Cielo                    | 03:50    |
| 2               | No Vas A Parar                      | 03:59    |
| 3               | Lo Harás Otra Vez                   | 04:05    |
| 4               | El Que Resucitó                     | 03:21    |
| 5               | Ven Ante Su Trono                   | 06:11    |
| 6               | Jesús Vengo A Ti (feat. Evan Craft) | 06:46    |
| 7               | Plenitud                            | 04:38    |
| 8               | Hay Una Nube                        | 05:40    |
| Total duración: | Total duración:                     | 50:49    |

## Posición en listas
| Lista (2017)                     | Máxima posición |
| -------------------------------- | --------------- |
| US Latin Album Sales (Billboard) | 2               |
| US Latin Pop Albums (Billboard)  | 3               |
| US Top Latin Albums (Billboard)  | 12              |
| Christian Albums (Billboard)     | 28              |